# Mahabako
Mahabako is een plaats en gemeente in Madagaskar gelegen in het district Manakara van de regio Vatovavy-Fitovinany. Er woonden bij de volkstelling in 2001 ongeveer 10.000 mensen.
In de plaats is basisonderwijs en voortgezet onderwijs voor jonge kinderen beschikbaar. 40% van de bevolking is landbouwer en 40% houdt zich bezig met veeteelt. Het belangrijkste gewas is koffie en rijst, maar er wordt ook bananen en cassave verbouwd. 5% van de bevolking houdt zich bezig met industrie en de overige 15% van de bevolking is werkzaam in de dienstensector.